# ألويس مراز
ألويس مراز مواليد 8 سبتمبر 1978، هو لاعب كرة يد تشيكي يلعب كظهير أيسر. مثل منتخب التشيك لكرة اليد.

## سجل المنافسة
شارك في البطولات التالية:
- بطولة أوروبا لكرة اليد للرجال 2014